# NGC 2927
NGC 2927 (другие обозначения — UGC 5122, MCG 4-23-16, ZWG 122.32, PGC 27385) — спиральная галактика с перемычкой (SBb) на расстоянии около 108 Мпк в созвездии Льва. Открыта Генрихом Луи д’Арре в 1863 году.
Этот объект входит в число перечисленных в оригинальной редакции «Нового общего каталога».
Б. А. Воронцов-Вельяминов отмечал, что один из спиральных рукавов NGC 2927 (обособленный южный), по-видимому, меняет своё направление на 180° после появления, и делал предположение, что такое поведение может быть обусловлено магнитным или каким-либо подобным ему взаимодействием.